# Marouloú
Marouloú, en grec moderne : Μαρουλού, est un village du dème de Réthymnon, en Crète, en Grèce. Selon le recensement de 2011, la population de Marouloú compte 41 habitants. Le village est situé à une altitude de 400 m et à 30 km de Réthymnon.